# Martin Bugreiro
Martin Bugreiro o Martinho Bugreiro, pseudonimo di Martinho Marcelino de Jesus (Bom Retiro, 1876 – Bom Retiro, 1936), è stato un bugreiro che lavorava nello stato di Santa Catarina al sud del Brasile.

## Biografia
Nacque nel 1876 nel comune di Bom Retiro nello Stato di Santa Catarina. Molte storie e leggende circondano la figura del più grande assassino di indigeni della regione. Secondo i rapporti, ha vissuto i primi anni della sua vita nella sua città natale e presto, all'età di 18 anni, già uccideva degli indigeni. Dedito all'allevamento del bestiame, fu in questa condizione di piccolo agricoltore che iniziò a rispondere alle richieste della popolazione e del governo per uccidere e scacciare gli indigeni, soprattutto di origine Xokleng. Comandò diverse spedizioni nella Valle di Itajaí . Per garantire la sicurezza dei coloni che si stabilirono a Ituporanga e Alfredo Wagner, fu nominato direttore della Companhia Colonizadora de Santa Catarina, dal direttore Coronel Carlos Poeta.
L'attacco agli indigeni da parte della banda di Martinho si svolgeva sempre allo stesso modo. Il gruppo che volevano sterminare veniva inseguito e dopo averlo trovato, i bugreiros aspettavano il momento esatto per sorprendere gli indigeni, attaccando solitamente all'alba. Prima tagliavano le corde dell'arco, poi iniziavano le uccisioni. Spesso tagliavano le orecchie agli uccisi perché la ricompensa veniva pagata ad ogni coppia di queste.
Martinho ebbe conflitti con Eduardo de Lima e Silva Hoerhann, responsabile del contatto cosiddetto pacifico con gli indios Xoclengues e della creazione dell'area indigena Ibirama-La Klãnõ .  In un incontro del 1916, Hoerhann avrebbe detto: “Martinho, ti chiedo una cosa, non uccidere più indigeni, perché il governo ha già proibito questo sterminio, lo sai molto bene. Sei già sfuggito alla mano del tenente José. Ma se uccidi solo un altro indio e io lo vengo a sapere, verrò a cercarti e sai che ti troverò. Riesci a pensare cosa ti succederà? Ti prenderò anche se sarai all'inferno. Sei stato avvisato!" . Secondo Hoerhann, l'ultimo attacco noto sarebbe avvenuto l'anno successivo, ma un massacro di 19 indigeni sarebbe stato compiuto da un'altra banda.
Partecipò alla rivoluzione costituzionalista del 1932, combattendo i rivoluzionari. Morì nel 1936, all'età di 60 anni, vittima di febbre paratifoide.

## La banda di Martin Bugreiro
Martin Bugreiro era il capo di una banda con circa 25 uomini che avevano legami emotivi con Martinho, sia di parentela che di amicizia. Inseguivano gli indigeni per diversi giorni, non accendevano fuochi per non essere scoperti, passavano mesi in mezzo alla foresta vergine, guidati solo dalle stelle  .
Secondo Manoel Castanheiro, uno dei membri della banda, in uno degli inseguimenti, hanno teso un'imboscata e ucciso a tradimento 45 indigeni e risparmiato la vita a otto bambini xokleng di età compresa tra i 4 e i 6 anni. In questo massacro è scappato un indigena che dopo tre giorni è riuscito a scoccare una freccia nella spina dorsale di uno dei cacciatori, che ha finito per perdere la vita. Martin Bugreiro si infuriò e ordinò loro di uccidere i piccoli indios, ma su insistenza di un compagno - Eduard Deucher - furono risparmiate le vite di una ragazza e due ragazzi, che inizialmente si chiamavano rispettivamente Luca Moa, Nelo e Tenente.
Nelo e Tenente rimasero con la famiglia Deucher fino all'adolescenza, quando partirono per cercare lavoro nelle fattorie della regione. Luca Moa fu istruita nella cultura germanica della sua famiglia di adozione, imparando a parlare la lingua tedesca. Fu battezzata nella Chiesa della Confessione Luterana il 3 agosto 1893, ricevendo il nome di Caroline Deucher, ma meglio conosciuta con il suo soprannome, Calina.

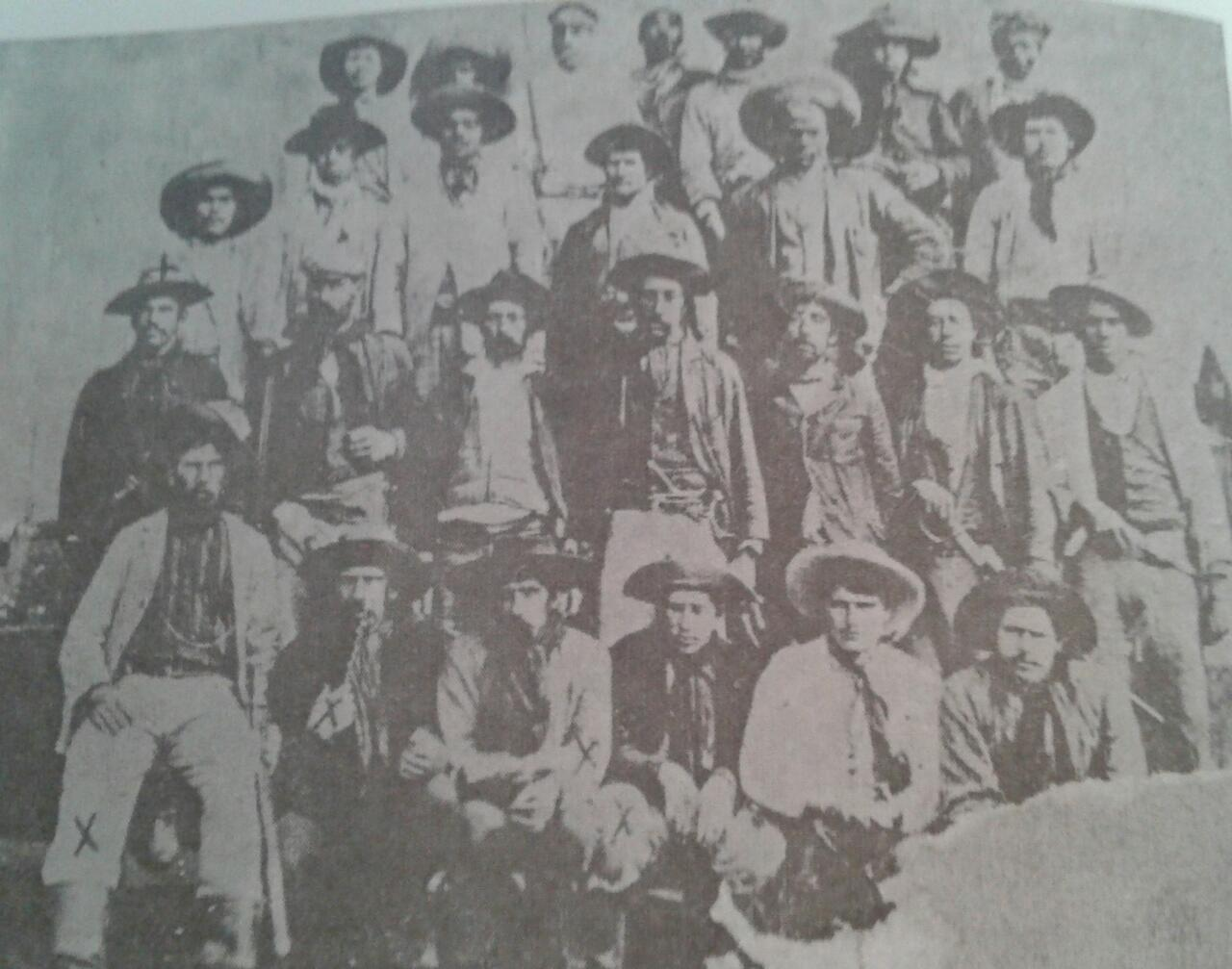
La banda di Martin Bugreiro
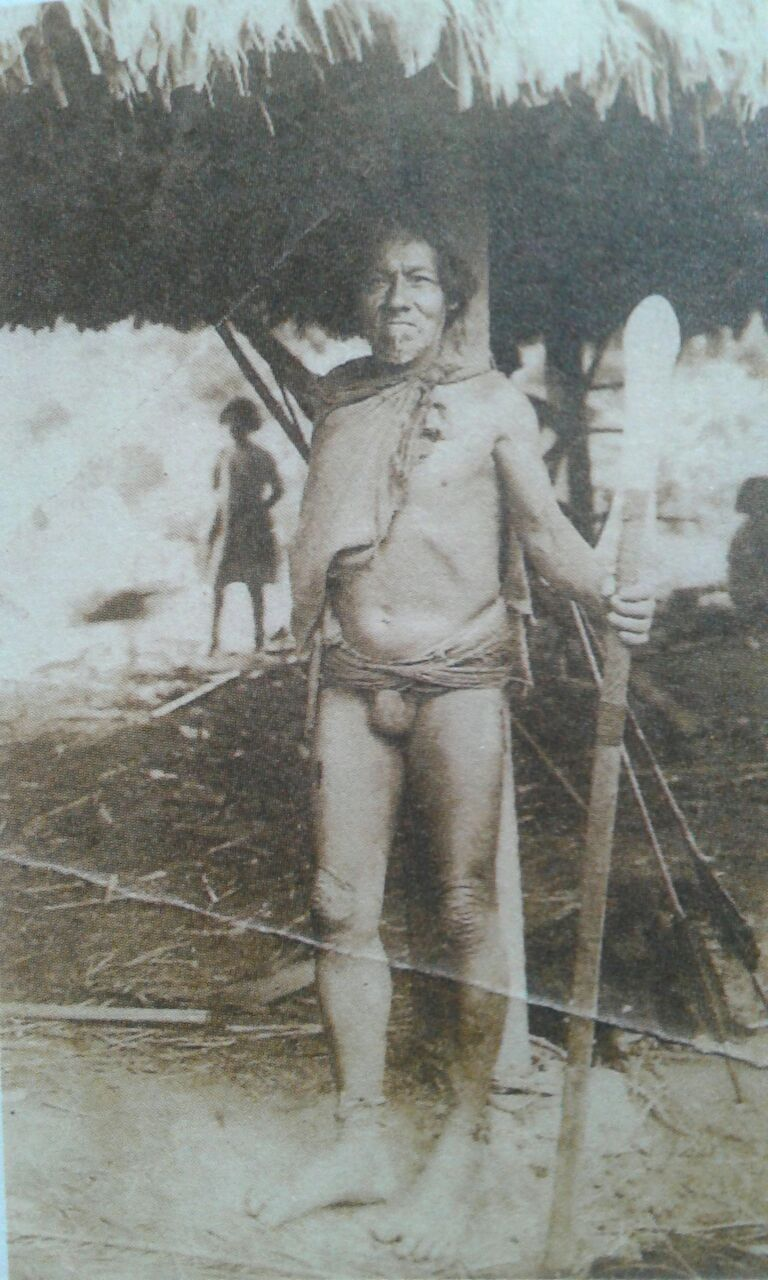
Nelo, adottato dalla famiglia Deucher
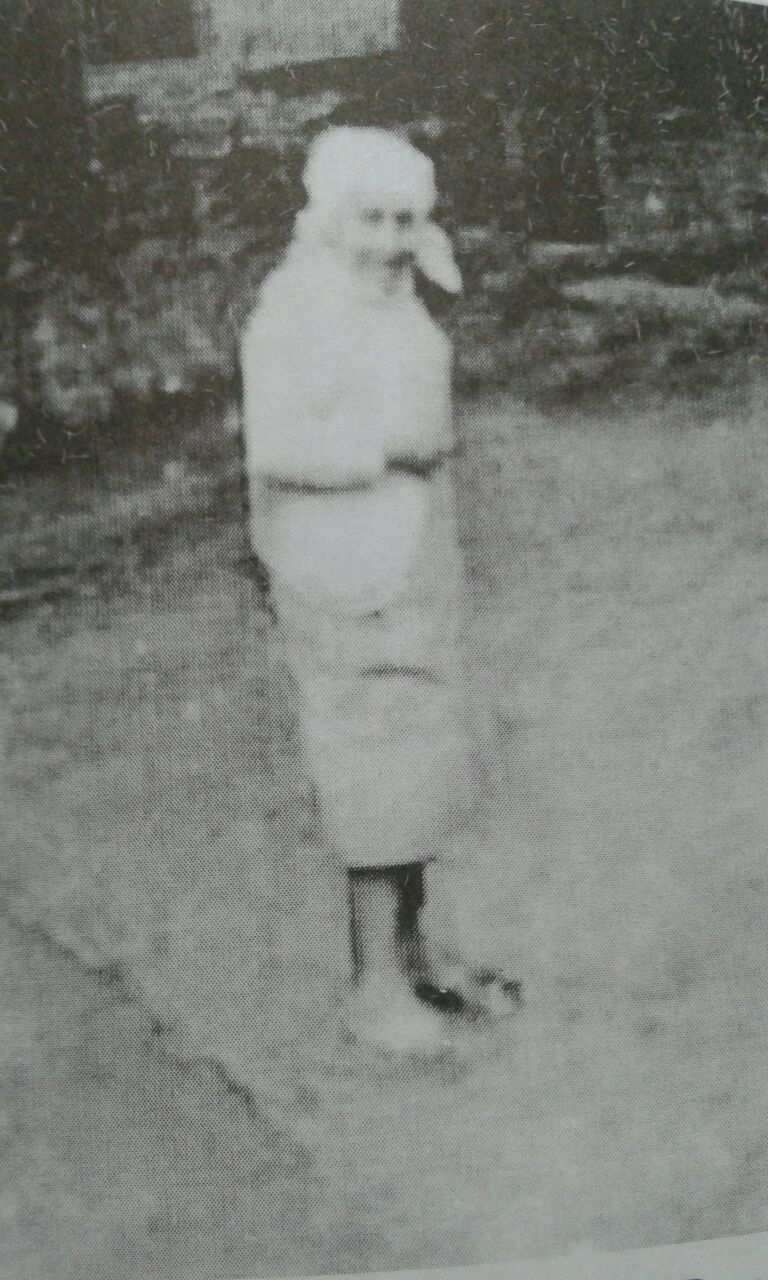
"Luca Moa", battezzata come Caroline Deucher, meglio conosciuta come Calina